# Министерство окружающей среды, градостроительства и изменения климата
Министерство окружающей среды, градостроительства и изменения климата (Турция) — центральный государственный исполнительный орган Турции, ответственный за состояние окружающей среды, градостроительство и изменение климата в Турции.

## История
В 1983 году путём объединения министерства общественных работ, созданного 3 мая 1920 года, и министерства развития и жилищного строительства, созданного в 1958 году было создано министерство общественных работ и жилищного строительства.
29 июня 2011 года министерство переименовано в министерство окружающей среды и градостроительства.
11 октября 2021 года переименовано в министерство окружающей среды, градостроительства и изменения климата.

## Структура
Министр назначается президентом Турции. В состав министерства входят департаменты и агентства, в том числе:
- Генеральный директорат управления окружающей средой
- Генеральный директорат оценки воздействия на окружающую среду
- Генеральный директорат пространственного планирования
- Генеральный директорат образования в сфере окружающей среды и общественного участия
- Генеральный директорат по изменению климата

## Функции
- контроль за окружающей средой
- борьба с изменением климата в Турции
- городское планирование

## Министры
- Мурат Курум (10 июля 2018 — 3 июня 2023)[2]
- Мехмет Озхасеки (3 июня 2023 — 2 июля 2024)[3]
- Мурат Курум (со 2 июля 2024)[4]